# Purpuricenus wachanrui
Purpuricenus wachanrui är en skalbaggsart som beskrevs av Levrat 1858. Purpuricenus wachanrui ingår i släktet Purpuricenus och familjen långhorningar.
Artens utbredningsområde är Iran. Inga underarter finns listade i Catalogue of Life.